# Kanał Champlain
Kanał Champlain (ang. Champlain Canal) – kanał żeglugowy w Stanach Zjednoczonych, łączący rzekę Hudson z jeziorem Champlain na granicy z Kanadą. Jego długość wynosi 98 km. Jest częścią systemów New York State Canal System oraz Lakes to Locks Passage.
Kanał otwarto do użytku 10 września 1823 r. Początkowo jego długość wynosiła 106 km i było na nim 20 śluz. Obecnie śluz jest 11. Rozpoczyna się od rozgałęzienia z kanałem Erie w miejscowości Waterford na północ od Troy. Początkowo biegnie wzdłuż rzeki Hudson, aż do Fort Edward, gdzie przechodzi w wykopany sztucznie kanał. Z jeziorem Champlain łączy się w miejscowości Whitehall.
Kanał obsługiwał transport towarowy do lat 80. XX wieku. Obecnie wykorzystywany głównie w celach rekreacyjnych.